# El corrent límpid
El corrent límpid (en rus: Светлый ручей) és un ballet en 3 actes, 4 escenes, compost per Dmitri Xostakóvitx sobre un llibret d'Adrian Piotrovski i Fiódor Lopukhov, amb coreografia de Fiódor Lopukhov. Es va estrenar al teatre Mikhaylovsky de Leningrad el 1935.

## Trama
La trama se centra al voltant d'un grup de ballarins de ballet que han estat enviats per proporcionar entreteniment sofisticat en una nova granja col·lectiva soviètica durant el seu festival de collita. Els treballadors, juntament amb dos residents més grans d'una datxa propera, donen la benvinguda als ballarins de la ciutat, amb una benvinguda especial a la ballarina de la companyia que era l'antiga professora de dansa de Zina. Zina presenta la ballarina al seu marit, Pyotr, i Pyotr immediatament comença a coquetejar amb la ballarina. Ferida, Zina s'allunya de les celebracions i la consola la ballarina. La ballarina li suggereix un pla en què es vestirà de parella, la seva parella es vestirà de ballarina i Zina es vestirà de ballarina. Enganyaran Pyotr i els dos habitants de la datxa i Pyotr s'adonarà del seu error. Els problemes d'altres dues parelles amb homes massa assegurats també es resolen mitjançant el pla. Després d'aconseguir tot això, hi ha una gran celebració que, a la producció de Ratmanski, inclou el segador que, després d'un ensurt, és bandejat.

## Partitura i instrumentació
La puntuació és la 39a obra de Xostakóvitx. Inclou referències a Txaikovski i altres antics compositors de ballet.
Vents de fusta: piccolo, 2 flautes (flauta II = piccolo II), 2 oboès, anglès, clarinet en mi bemoll, 2 clarinets en Sib, clarinet baix (= clarinet III), 2 fagots, contrafagot (= fagot III)
Metall: 6 trompes franceses, 3 trompetes, 3 trombons, tuba, faixa de metall (1 corneta en mi bemoll, 2 cornetes Sib, 2 trompetes Sib, 2 altos en mi bemoll, 2 tenors Sib, 2 barítons Sib, 2 baixos Sib)
Percussió: timbals, triangle, tamborí, tambors, platets, glockenspiel, xilòfon, bombo, gong, blocs de fusta
Cordes: violins, violes, violoncel, contrabaixos, arpa

### Suite
Xostakóvitx va produir una suite del ballet, op. 39a, amb cinc moviments:
1. Vals
2. Ball Popular Rus
3. Galop
4. Adagio
5. Pizzicato Allegretto

## Recepció
Les altres dues partitures de ballet escrites per Xostakóvitx són L'edat d'or, de 1930, i El pern, de 1931. Els tres van ser prohibits poc després de les seves estrenes, deixant la reputació de Xostakóvitx tan deteriorada que es va mostrar reticent a tornar-ne a escriure de nou. Les deliberades melodies, amb harmonies banals, ritmes senzills i colors alegres van fer que l'obra es reproduís amb èxit tant a Leningrad com a Moscou des de juny de 1935 fins a febrer de 1936. No obstant això, un editorial a Pravda a principis de febrer de 1936 va condemnar el ballet i, implicadament, la seva suite musical; ambdues obres van ser retirades. A causa d'això, un dels llibretistes, Piotrovski va ser arrestat el novembre de l'any següent i executat en un gulag. Lobukhov, com a coreògraf i co-llibretista, probablement va escapar d'una sort similar a causa de les seves connexions a través de la seva germana Lídia Lopukhova.

## Produccions
Alexei Ratmanski, actualment artista resident a l'American Ballet Theatre i exdirector del Ballet Bolxoi, es va trobar per primera vegada amb la partitura completa del ballet en una gravació realitzada per Guennadi Rojdéstvenski a Estocolm el 1995. Incapaç de restaurar la coreografia original del ballet, que mai no va ser escrita, Ratmanski va escriure la seva pròpia coreografia i va representar la nova versió en dos actes de El corrent límpid amb el Bolxoi Ballet a Moscou el 2003.
El juliol del 2005, el Bolxoi va representar El corrent límpid al Met i, l'agost del 2006, al Royal Opera House de Londres. El Bolxoi la va representar a Moscou a finals d'octubre de 2017 i a Londres l'agost de 2019.
El gener de 2011, l'American Ballet Theatre va representar El corrent límpid en la coreografia de Ratmanski, al Kennedy Center, Washington, DC.